# Camponotus sikorai
Camponotus sikorai é uma espécie de inseto do gênero Camponotus, pertencente à família Formicidae.